# Crisidmonea
Crisidmonea is een monotypisch geslacht van mosdiertjes uit de familie van de Crisinidae en de orde Cyclostomatida. De wetenschappelijke naam ervan werd in 1887 voor het eerst geldig gepubliceerd door Marsson.

## Soort
- Crisidmonea funicula (Canu & Bassler, 1929)